# 915 км (пост)
Пост 915 км — закритий колійний пост Південно-Західної залізниці (Україна), розташований на дільниці Фастів I — Київ-Волинський між станцією Фастів I (відстань — 4 км) і зупинним пунктом Снітинка (1 км). Відстань до ст. Київ-Волинський — 53 км.
Відкритий 2007 року. Від поста відходила лінія до станції Триліси (лінія на Козятин) і роз'їзду 8 км (лінія на Миронівку) в обхід Фастова. Станом на 2012 рік ця колія розібрана, пост закритий, а станція Триліси і роз'їзд 8 км перетворені на зупинні пункти.